# Joachim Hedén
Joachim Olof Hedén, född 6 januari 1967 i Vaxholm i Uppland, är en svensk regissör, manusförfattare och filmfotograf.
Hedén debuterade 2006 med New York Waiting, för vilken han samma år fick motta pris för bästa regi vid Baltic Debut Film Festival i Ryssland. Debuten följdes av Framily 2010 och 10 000 timmar 2014.
Som fotograf har Hedén medverkat i SVT:s julkalender Mysteriet på Greveholm – Grevens återkomst (2012).

## Filmografi
Manus
- 2006 – New York Waiting
- 2010 – Framily
- 2014 – 10 000 timmar
- 2020 – Breaking Surface

Regi
- 2006 – New York Waiting
- 2010 – Framily
- 2014 – 10 000 timmar
- 2020 – Breaking Surface

Foto
- 2012 – Mysteriet på Greveholm – Grevens återkomst (TV-serie)